# Рене Баувенс
Рене Баувенс (11 березня 1894 — 29 серпня 1959) — бельгійський плавець і ватерполіст.
Срібний призер Олімпійських Ігор 1920 року, учасник 1928 року.